# Kognitiv inkongruens
|  | Dublet Denne artikel handler om det samme som Kognitiv dissonans. (Diskutér artiklen) |

Kognitiv inkongruens (dissonans) er en tilstand af kognitiv uorden eller ubalance, genereret at skuffelse eller tvivl om rigtigheden i en beslutning eller et køb. 